# Шилдс, Элис
Э́лис Ши́лдс (англ. Alice Shields; род. 18 февраля 1943, Нью-Йорк, США) — американский композитор, оперная певица.

## Творчество
Получила докторскую степень в области музыки в Колумбийском университете, где изучала композицию под руководством Джека Бисона и Владимира Усачевского. В 1967 году вместе с Владимиром Усачевским, написала музыку к фильму «Линия апогея» (англ. Line of Apogee, ). Получила известность как автор электронной музыки. Также известна как оперная певица, выступающая в «Нью-Йоркской городской опере» (англ. New York City Opera). Является профессором психологии Нью-Йоркского университета, где преподает музыкальную психологию, заместителем директора компьютерного музыкального центра Колумбийского университета, а также заместителем директора Колумбийско-Принстонского электронного музыкального центра. В 1990-е годы изучала южно-индийские музыкально-пластические искусства.

## Сочинения
- Крессида/ Criseyde, опера по поэме Чосера Троил и Крессида (2010)
- The River of Memory (2008) — для тромбона и компьютерной музыки
- Percussion Quartet (2007)
- Kyrielle (2005) — для скрипки и компьютерной музыки
- Azure (2003) — для флейты, скрипки, альта, виолончели и компьютерной музыки
- Mioritza — реквием для Рейчел Корри (2003) — для тромбона и компьютерной музыки на магнитофонной ленте
- Shenandoah (2002) — хореографическое название: «В этой долине»
- Apocalypse, опера (1994)
- Mass for the Dead, опера (1993)
- Komachi at Sekidera, камерная опера для сопрано, флейты и кото, по пьесе Дзэами Мотокиё, театр Но (1987/1999)
- Шаман/ Shaman, камерная опера  (1987)
- Neruda Songs для меццо-сопрано и виолончели (1981)